# Dálniční křižovatka Frankenthal
Autobahnkreuz Frankenthal (zkráceně též Kreuz Frankenthal; zkratka AK Frankenthal) je křižovatka dvou německých dálnic, nacházející se ve spolkové zemi Porýní-Falc u města Frankenthal (Falc). Zde se kříží dálnice A 6 s dálnici A 61.

## Poloha
Dálniční křižovatka se nachází na území obcí Heßheim a Beindersheim, přičemž na území obce Heßheim leží asi jedna čtvrtina křižovatky (jihozápadní část) a na území obec Beindersheim zbylé tři čtvrtiny, neboť hranice mezi obcemi od jihu kopíruje nejdříve střední dělicí pás dálnice A 61 a posléze se láme a sleduje dálnici A 6 směrem na západ. Obec Heßheim se nachází jihozápadně od křižovatky a obec Beindersheim severovýchodně. Dálniční křižovatka se jmenuje po městu Frankenthal (Falc), které se nachází jihozápadně od ní. Dalšími obcemi v okolí jsou Großniedesheim, Bobenheim-Roxheim a Heuchelheim. Křižovatka se nachází v Hornofalcké nížině nedaleko od řeky Rýn a jezera Silbersee.
Nejbližší větší města jsou Ludwigshafen am Rhein a Mannheim (asi 10 km po dálnici A 6 na východ), Kaiserslautern (asi 46 km po dálnici A 6 na západ), Mainz (asi 60 km po dálnici A 61 na sever) a Karlsruhe (asi 70 km po dálnici A 61 na jih).

## Popis
Autobahnkreuz Frankenthal je mimoúrovňová křižovatka dálnice A 6 procházející západo-východním směrem (Saarbrücken - Mannheim - Nürnberg - Waidhaus) a dálnice A 61 procházející severo-jižním směrem (Venlo - Mönchengladbach - Köln - Bonn - Koblenz - Mainz - Ludwigshafen am Rhein - Hockenheim). Současně se na ní kříží i evropské silnice E31 severo-jižním směrem a evropské silnice E50 západo-východním směrem. Na dálnici A 6 je křižovatka označena jako sjezd 21 a na dálnici A 61 je označena jako sjezd 59.
Autobahnkreuz Frankenthal je proveden jako čtyřlístková čtyřramenná mimoúrovňová křižovatka.

## Historie výstavby
První úvahy o dálniční křižovatce Frankenthal jsou spjaty s myšlenkami na dálniční tangentu obcházející Ludwigshafen am Rhein a Mannheim ze západu a jihu, čímž by byl vytvořen uzavřený dálniční okruh kolem těchto měst. K realizaci tohoto dálničního spojení došlo na přelomu 60. a 70. let 20. století.
Dálniční křižovatka byla zprovozněna v roce 1972 spolu s navazujícím asi třicetikilometrovým úsekem dálnice A 61 směrem na jih od křižovatky. Poslední chybějící dálniční úsek navazující na křižovatku, tedy severní pokračování dálnice A 61, byl zprovozněn v roce 1975. Od toho okamžiku tak mohla být dálniční křižovatka užívána všemi směry.

## Dopravní zatížení
V průměru projede křižovatkou 105 000 vozidel denně.